# Утилизация кораблей

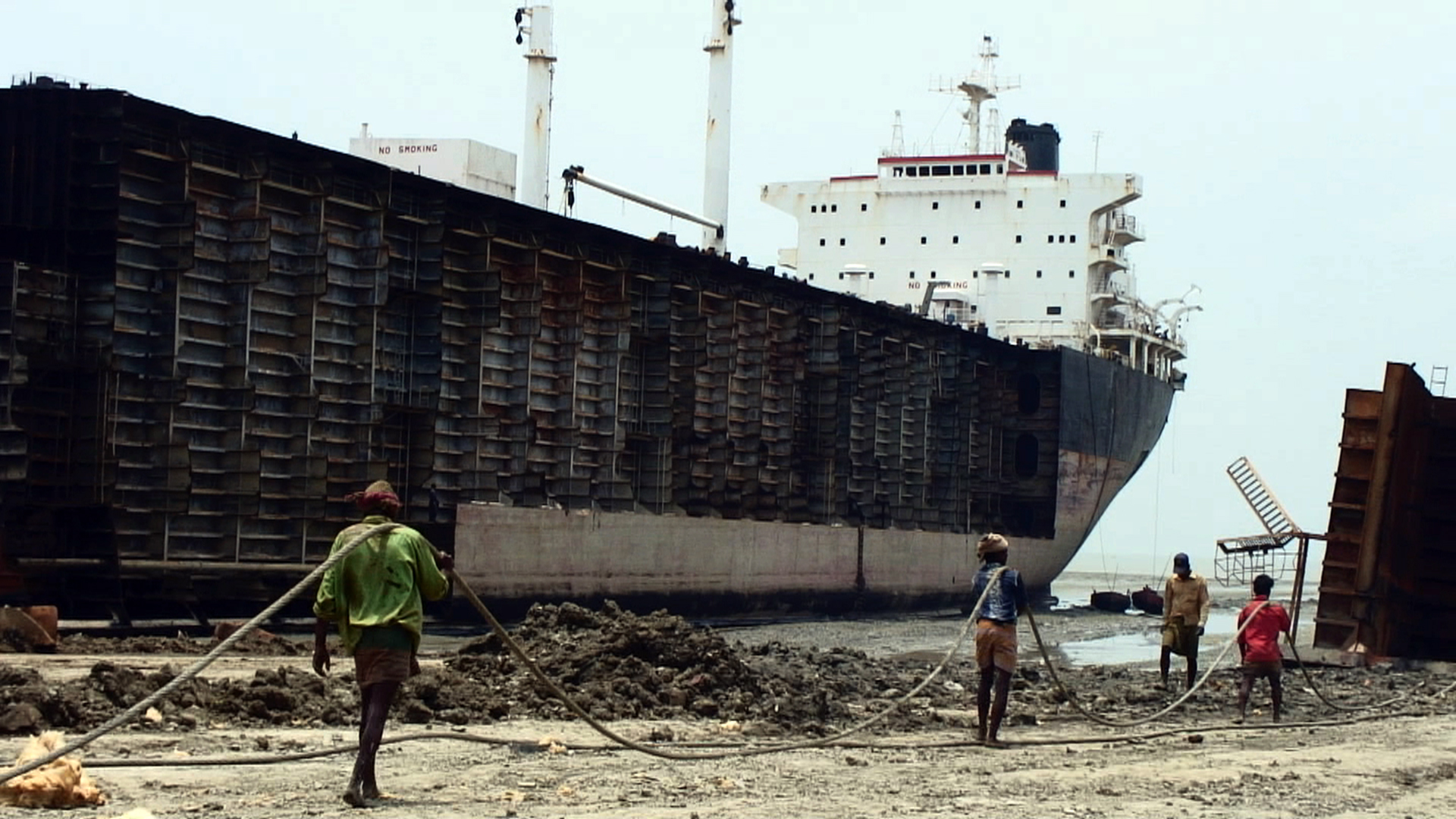
Рабочие вытаскивают стальную плиту на берег с посаженных на берег кораблей в Читтагонге, Бангладеш

Утилизация кораблей является одним из видов уничтожения судов. Утилизация включает разборку кораблей с последующей перепродажей их механизмов и приборов для повторного использования, а также превращение корпуса корабля в металлолом, который затем может использоваться как вторичное сырьё в металлургии. Применение металлического лома при производстве стали снижает спрос на железную руду, а также общее потребление энергии.
Срок службы современных кораблей – от 25 до 30 лет. Свыше этого срока их эксплуатация становится нерентабельной из-за коррозии корпуса, усталости металла и отсутствия запасных частей. В конечном счёте, все корабли либо становятся плавучими музеями, либо списываются и утилизируются. 
Утилизация кораблей производится на специальных предприятиях. 
Утилизация судов — одна из самых опасных, грязных и трудоёмких отраслей в мире, поэтому главные предприятия, специализирующиеся на разборке судов, располагаются в самых бедных странах без строгого природоохранного законодательства: Индия, Бангладеш, Китай и Пакистан являются глобальными центрами по утилизации судов. Крупнейшими в мире кладбищами кораблей считаются завод в Читтагонге (Бангладеш), Аланг (Индия) и Гадани (Пакистан).
В 2012 году было утилизировано около 1250 морских судов, средний возраст которых составил 26 лет.

В 2013 году общее количество утилизированных судов в мире составило 29 052 000 тонн, из которых 92 % было переработано в Азии. При этом завод в Читтагонге считается крупнейшим в отрасли. Главными поставщиками судов для утилизации являются (в порядке убывания) Китай, Греция и Германия соответственно. На предприятиях по утилизации кораблей в Индии, Бангладеш, Китае и Пакистане работают более 225 тысяч рабочих, эти заводы также обеспечивают большое количество рабочих мест на предприятиях-смежниках. В Бангладеш переработанная корабельная сталь покрывает 20 % потребностей страны, а в Индии — почти 10 %.
Другим способом утилизации кораблей может быть затопление судов, с которых предварительно удалены все экологически опасные материалы и создание искусственных рифов либо затопление судов в океане на большой глубине.

## История
Деревянные корабли утилизировали просто сжигая их или «удобно затопляя». В Великобритании во времена Тюдоров начали разбирать корабли и повторно использовать их древесину.
В 1880 году братья Денни из Дамбартона стали строить суда с использованием стали, полученной при разборке других кораблей. В конце XIX века многие страны (среди которых Германия, Италия, Нидерланды и Япония) начали покупать списанные британские корабли, главным образом из-за высокого качества их корпусов, после разборки которых стальные листы можно было использовать повторно. В Италии утилизировать корабли начали в 1892 году, а в Японии — в 1896 году, после принятия закона о субсидировании местного судостроения. Обычно перед продажей на металлолом суда переименовывали, поскольку прежние хозяева корабля не хотели, чтобы название повреждённого корабля бросало тень на компанию-судовладельца.
В 1930-х годах стало рентабельным разбирать корабль не в сухом доке, а непосредственно на берегу рядом с утилизирующим предприятием. Для этого корабль, как можно более облегчённый, при высокой приливной волне на полной скорости выбрасывался на песчаный берег неподалёку от места разборки.
В 1930-х годах для демонтажа корабля использовали практически ту же технику, что и сейчас: гильотинные ножницы с электрическим приводом, шар-бабу и газорезки. Компания Thos. W. Ward Ltd, одна из крупнейших в Великобритании, специализировалась по демонтажу, восстановлению и перепродаже всей корабельной мебели и оборудования. Естественно, что с утилизируемых кораблей удаляли всякое оружие.
Разборка судов — отрасль промышленности, в которой массово используют неквалифицированный и малооплачиваемый ручной труд. Поэтому в середине XX века утилизацию судов начали переводить в страны Восточной Азии. Но после того, как заработная плата в таких странах, как Япония, Корея, Тайвань, а затем и Китай выросла, производство начало уходить в страны Южной Азии. В Великобритании и в США остались только единичные предприятия, занимающиеся переработкой кораблей особого назначения по государственным заказам.
В 1960 году во время бури греческое судно MD Alpine было выброшено на берег Ситакунда неподалёку от Читтагонга. Его было невозможно повторно спустить на воду. В 1965 году компания Chittagong Steel House купила этот корабль и пустила его на слом. Для утилизации потребовалось несколько лет, но в результате этой работы в Бангладеш появилась промышленность по утилизации кораблей. Одновременно такая же отрасль появилась в Пакистане, где до 1980 года предприятие в Гадани было самым большим в мире.
Переводу промышленности по утилизации судов в Южную Азию 1980-х годах способствовало также ужесточение природоохранного законодательства в промышленно развитых странах, которое привело к увеличению затрат на удаление с разбираемого судна опасных в экологическом отношении материалов. Но в 2004 году решение Базельской конвенции официально классифицировало старые суда как «токсичные отходы», не позволяя им покинуть страну без разрешения импортирующего государства. Это привело к возобновлению утилизации в экологически безопасных местах в развитых странах, особенно на бывших судостроительных верфях.
В связи с этим разгорелся конфликт вокруг демонтажа французского авианосца «Клемансо». 31 декабря 2005 года этот корабль покинул Тулон для демонтажа в Аланге, Индия, где не имелось возможностей для утилизации токсичных отходов. 6 января 2006 года Верховный суд Индии отказал французскому кораблю в доступе к Алангу , Государственный совет Франции дал авианосцу распоряжение возвратиться во французские воды. В конечном счёте разборку авианосца поручили британской компании Able UK в Хартлпуле, которая могла обеспечить демонтаж корабля в соответствии с новыми экологическими нормами. Демонтаж начался 18 ноября 2009 года, и к концу 2010 года разборка была полностью завершена. Это событие считается поворотным пунктом в области утилизации списанных кораблей. С 1990-х годов в Европе и США предприятия, специализирующиеся по демонтажу судов начали возрождаться.
В 2009 году Ассоциация юристов-экологов Бангладеш выиграла судебное дело о запрете любого некачественного демонтажа судов на предприятиях страны. В связи с этим в течение 14 месяцев на предприятия не поступали суда для разборки, и до окончания запрета были ликвидированы тысячи рабочих мест. В том же году разразился мировой экономический кризис, и снижение глобального спроса привели к увеличению количества судов, выводимых из эксплуатации и направляемых на утилизацию.

## Техника
Процесс вывода корабля из эксплуатации коренным образом различается в развитых и в развивающихся странах. Оба процесса начинаются с аукциона, на котором выигрывает контракт с наибольшим предложением цены. Затем предприятие по утилизации приобретает судно у международного брокера, который занимается продажей списанных кораблей. Обычная цена покупки списанного корабля составляет около 400 долларов за тонну, при этом, цена тем выше, чем меньше экологических запретов в стране, где находится предприятие, занятое переработкой. Покупка судов для разборки составляет 69 % от дохода, получаемого промышленностью в Бангладеш, при этом на оплату труда идёт всего 2 %. К месту разборки корабль приплывает сам или буксируется.

### Развивающиеся страны
В развивающихся странах, главным образом на индийском субконтиненте, суда во время прилива выбрасываются на берег на пологих песчаных приливных пляжах, что облегчает к ним доступ во время разборки. Даже для капитана специалиста манёвр большим кораблём на мелкой воде и на высокой скорости требует умения и смелости, и не всегда такой манёвр удаётся. Затем сбрасывается якорь, что стабилизирует корабль, и выключается двигатель. Для полной разборки обычного грузового судна водоизмещением примерно 40 000 тонн, требуется работа в течение приблизительно 3 месяцев бригады, состоящей из 50 рабочих.
Разборка начинается со слива топлива и противопожарной жидкости, которые затем продаются. Снимаются и отправляются на местные рынки или в торговлю все предметы многократного использования — электропроводка, мебель и оборудование. Вредные материалы должны направляться в отходы, но не всегда вывоз и хранение вредных отходов правильно организованы. Иногда они просто отсутствуют. Например, для того, чтобы получить доступ к ценному металлу в электрических проводах токсичную изоляцию попросту сжигают. Техника безопасности на очень низком уровне, хотя некоторые грубые меры предосторожности существуют. Так, чтобы определить, безопасно ли спускаться в тот или иной отсек, туда опускают сначала цыплят, и если птицы возвращаются живыми, разрешают доступ туда рабочих.

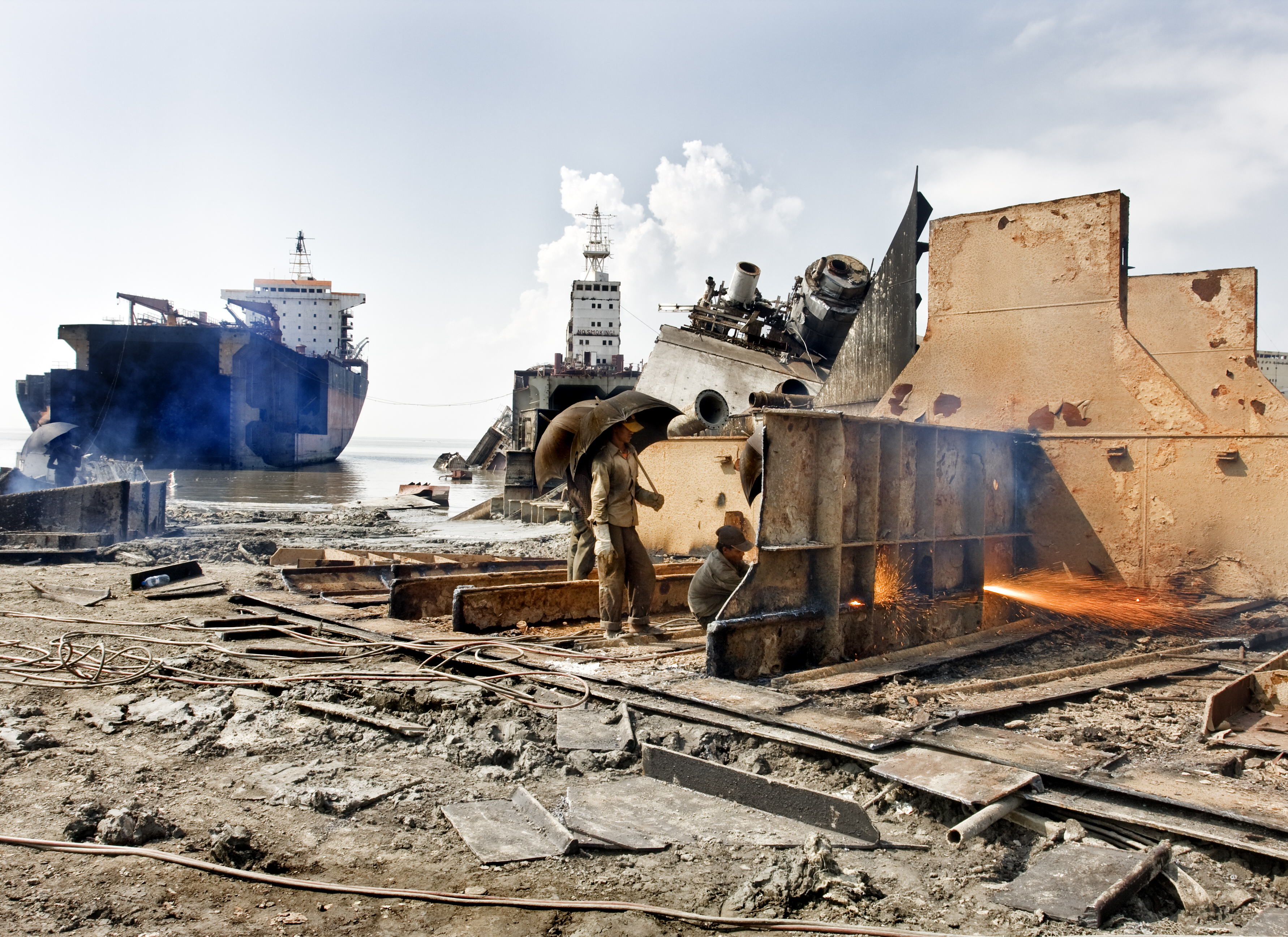
Газовая резка в Читтагонге, Бангладеш

Для разрезания стального корпуса используют газовые горелки и кувалды. Краны на разборке корабля обычно не используют из-за его дороговизны. Куски корпуса просто отбивают и вытаскивают на берег вручную либо иногда с помощью лебёдки или бульдозера. Затем на берегу их режут на более мелкие куски. 90 % стали — это перерабатываемый лом, он транспортируется на металлургические предприятия, где плавится в электродуговых печах, отливается в слитки и прокатывается. При прокате нагретых стальных пластин, окрашенных красками, образуются диоксины.
Вещества, уничтожение или правильное хранение которых слишком дорогостоящее, оставляют на берегу или поджигают. В Бангладеш хранится 79 000 тонн асбеста, 240 000 тонн ПХД и 210 000 тонн озоноразрушающих веществ (главным образом, хлорированного пенополиуретана).

### Развитые страны
В развитых странах процесс демонтажа происходит в соответствии с технически обоснованными мерами экологической безопасности, которые опубликованы в Базельской конвенции 2003 года На предприятиях в развитых странах может быть достигнут уровень утилизации 98 %.
До демонтажа составляется перечень опасных веществ. Все опасные материалы и жидкости, такие как трюмная вода, удаляются до разрушения судна. В переборках просверливаются вентиляционные отверстия, все легковоспламеняющиеся пары должны быть удалены.
Суда первоначально помещаются в сухой док или на пирс. Сухой док стоит дороже, чем плавучий, но считается более экологически чистым, поскольку в нём могут быть локализованы и легко очищены любые протечки грязных жидкостей. Затем корабль закрепляется, чтобы обеспечить его устойчивость. Зачастую удаляют гребной винт, чтобы облегчить перемещение судна на мелководье.
Рабочие должны полностью «раздеть» судно с помощью пил, шлифовальных машин, абразивных кругов, ручных ножниц, плазменных и газовых горелок. Всё, что имеет ценность, например запасные части и электронное оборудование, продаётся для повторного использования, хотя дополнительные затраты на оплату труда рабочих означают, что предметы низкой стоимости продавать не выгодно. Базельская конвенция требует, чтобы обязательно разделялись опасные и неопасные отходы и что это должно быть сделано до того, как начнётся разрезание корпуса. Асбест, обнаруженный в машинном отделении, изолируется и хранится в изготовленной на заказ пластиковой упаковке до помещения в надёжные стальные контейнеры, которые затем захораниваются на свалках.
Многие опасные отходы (например, свинцово-кислотные батареи или электронные печатные платы) могут быть переработаны в новые продукты. Другим способом изоляции опасных отходов является их цементирование и стабилизация. После обжига в цементных печах целый ряд опасных отходов изменяют свои физические свойства и уменьшают свою токсичность. Опасные отходы также могут быть уничтожены путём высокотемпературного сжигания. Легковоспламеняющиеся отходы могут иногда служить дополнительными источниками энергии. Некоторые виды опасных отходов могут быть устранены посредством пиролиза, то есть разложения при высокой температуре в пламени электрической дуги без доступа воздуха, чтобы избежать сгорания и выделения ядовитых газов. Этот метод обработки предпочтительнее высокотемпературного сжигания, так как обеспечивает уничтожение концентрированных органических отходов, включая ПХД, пестициды и другие стойкие органические загрязнители. Опасные химические вещества также могут постоянно храниться на свалках, если предотвращается их выщелачивание.
Ценные металлы, такие как медь из электрических кабелей, могут быть извлечены путём использования шредеров и сепараторов. Это относится так же и к переработке электроники. Измельчители режут электронику на металлические и неметаллические части. Металлы извлекаются с использованием магнитных сепараторов, колонн воздушной флотации, вибрирующих столов или вихревых токов . Пластик почти всегда содержит опасные отходы (например, асбест, ПХБ, углеводороды) и не может быть переплавлен.
Крупные объекты, такие как детали двигателя, извлекаются и продаются по мере их извлечения.
Корпус судна разрезается на 300-тонные секции, начиная с верхней палубы и постепенно спускаясь вниз. Для разрезания чаще всего используются кислородно-ацетиленовые горелки, однако иногда детали корпуса взрывают небольшими направленными зарядами, что позволяет быстро удалить большие участки корпуса. Разрезанные секции направляют в электродуговую печь для переплавки. Токсичная краска перед нагревом должна быть удалена.

## Риск для здоровья
В развивающихся странах 70 % судов просто выбрасывают на берег для разборки, где (особенно на старых судах) асбест, свинец, полихлорированные дифенилы и тяжёлые металлы представляют опасность для рабочих. Ожоги от взрывов и пожаров, удушение, увечья от падающего металла, рак и болезни от токсинов — частые явления в отрасли. Асбест активно использовался в судостроении, пока в середине 1980-х годов не была установлена его канцерогенность и в большинстве развитых стран использование асбеста было официально запрещено. Но при разборке старых кораблей зоны, загрязнённые асбестовой пылью, а значит, потенциально канцерогенные — не редкое явление.
При разрезании корпуса корабля используются высокотемпературные ацетиленово-кислородные горелки. В связи с этим в воздухе постоянно находятся испарения горящих материалов и вредных веществ, а также капли расплавленного металла. Всё это является причиной серьёзных опасностей и потенциальных рисков для рабочих. В развитых странах средства защиты от вредной пыли и испарений, а также дорогостоящие страховки делают разборку судов экономически не выгодной. Цена металлолома, получаемого при разрезании корпуса корабля, не оправдывает сделанных затрат.
Однако в развивающемся мире функционирование предприятий по утилизации кораблей остаётся выгодным, поскольку их хозяева не тратят средств на защиту рабочих, а те, в условиях всеобщей нищеты, согласны на работу в условиях, опасных для жизни. При этом используемые средства защиты недостаточны или вообще отсутствуют. Велика также опасность обрушения тяжёлого оборудования, которое невозможно закрепить на песчаных пляжах. В закрытых полостях, откуда не полностью было удалено топливо или горючие газы, велика опасность взрывов. По отчётам местных контролирующих органов в Бангладеш на предприятиях по разделке старых кораблей еженедельно гибнет один рабочий, и в среднем один рабочий получает тяжёлую травму ежедневно.
Национальные правительства в странах Южной Азии, хозяева предприятий и бывшие судовладельцы, игнорируют Базельскую конвенцию. По данным Института глобального труда и прав человека, профсоюзов на заводах по утилизации кораблей нет, те же работники, которые пытаются их создать, увольняются и заносятся в чёрный список. С рабочими не заключают официального контракта, поэтому они лишены каких-либо прав. Рабочие живут в тесноте и антисанитарии, а спят в переполненных общежитиях. Власти не раскрывают статистику травматизма, поэтому проблема недооценивается. Широко распространён детский труд: 20 % рабочих на заводах по утилизации кораблей в Бангладеш, моложе 15 лет, и они в основном заняты на опасной работе с газовыми горелками для резки металла.
С 2003 года в Мумбаи, Индия, появились профсоюз работников портового управления и профсоюз работников общего профиля, объединяющий 15 000 членов, который отсуживает компенсацию за гибель людей. Филиал этого профсоюза открылся в Аланге, и он с 2005 года добился для рабочих права на оплачиваемые отпуска и приобретение средств защиты за счёт хозяев предприятия. Есть надежда на то, что сеть профсоюзов возникнет по всей южно-азиатской береговой линии.
В 2006 году Международная морская организация разработала юридически обязывающее глобальное законодательство, касающееся конструкции и утилизации судов, и следит за соблюдением этого законодательства. Кроме того, за безопасностью условий труда наблюдает Гринпис, который разработал схему «Зелёный паспорт». На всех судах прежде, чем они будут утилизированы, должна быть проведена инвентаризация опасных материалов, а всё оборудование должно соответствовать требованиям безопасности и гигиены труда. Однако, многие предприятия препятствуют проходу на их территорию членов природоохранных организаций и журналистов. В выпущенном докладе рекомендуется, чтобы развитые страны создали специальный фонд для поддержки предприятий по утилизации судов, сертифицировали перевозчиков как «без газовых» (то есть безопасных для резки) и удаляли токсичные материалы с кораблей, идущих на утилизацию. В дополнение к уже принятым международным договорам, такие организации, как НПО «Платформа по утилизации судов», Институт глобального труда и прав человека и «Союз токсинов», лоббируют улучшения в отрасли.

## Экологические риски
В последние годы утилизация старых судов стало проблемой и для охраны окружающей среды, и эта проблема не сводится к соблюдению правил техники безопасности на предприятиях по утилизации кораблей. Многие заводы по разборке кораблей работают в развивающихся странах, где экологическое право не соблюдается вообще или в незначительной степени, что позволяет большому количеству высокотоксичных материалов проникать в глобальную окружающую среду и вызывает серьёзные проблемы со здоровьем у судоводителей, местного населения и диких животных . Группы экологических организаций, такие как Гринпис, сделали этот вопрос одним из главных приоритетов своей деятельности.
Вдоль побережья индийского субконтинента для того, чтобы освободить место для разборки водных судов были вырублены экологически важные мангровые леса, являющиеся ценным источником защиты от тропических штормов и муссонов. Например, в Бангладеш в 2009 году было незаконно вырублено 40 000 мангровых деревьев. Всемирный банк установил, что в настоящее время в прибрежных районах страны существует риск затопления. Из-за развития промышленности по утилизации судов в стране были уничтожены 21 вид рыб и ракообразных. Большую опасность представляют свинец, оловоорганические соединения, используемые в красках против обрастания корпуса, полихлорированные органические соединения, побочные продукты сгорания, такие как полициклические ароматические углеводороды, диоксины и фураны, Их утечка представляет большую опасность для окружающей среды.
Базельская конвенция от 1989 года о контроле за трансграничной перевозкой опасных отходов и их удалением была ратифицирована 166 странами, включая Индию и Бангладеш, а с 2004 года её положения стали применять к судам, находящимся в конце срока службы. Конвенция направлена на прекращение перевозки опасных веществ в менее развитые страны. Тем не менее, Гринпис сообщает, что ни экспортёры судов, ни страны-нарушители не придерживаются этой политики. Организация рекомендует всем сторонам обеспечить полное соблюдение Базельской конвенции и привлечь к ответственности тех, кто её нарушает. Кроме того, решение о том, что на судне не выполняются экологические нормы часто принимается в международных водах, где конвенция не имеет юрисдикции.
В 2009 году была принята Гонконгская конвенция, которая является компромиссным соглашением по сравнению с Базельской конвенцией. Он позволяет экспортировать суда для переработки, при соблюдении ряда условий: все вредные вещества на судах должны быть инвентаризованы, а каждый завод по переработке должен опубликовать план утилизации для защиты окружающей среды. Но Гонконгскую конвенцию подписали лишь немногие страны.
В марте 2012 года Европейская комиссия предложила ужесточить правила, чтобы гарантировать ответственность всех сторон. Согласно этим правилам, если судно имеет европейский флаг, оно должно быть утилизировано на заводе, входящем в «зелёный список» ЕС. Предприятия должны будут показать, что они соответствуют экологическим требованиям, а контроль над ними будет регулироваться на международном уровне, что позволит обойти коррумпированные местные органы власти. Тем не менее, есть свидетельства того, что судовладельцы меняют флаг, чтобы уклониться от правил. Китайские заводы по переработке судов яростно протестовали против предложенных европейскими странами норм. Хотя китайские предприятия по переработке наносят меньший ущерб природе, чем их южноазиатские коллеги, европейские и американские заводы по утилизации судов соблюдают гораздо более строгие нормы.

## Список предприятий для утилизации кораблей
Ниже приведены некоторые из крупнейших в мире предприятий, где производится утилизация кораблей:

### Бангладеш
- Читтагонг

### Бельгия
- Галлоо, Гент, ранее Ван Хейген Рециклинг[47]

### Китай
- Судоремонтный завод Changjiang, расположенный в Jiangyin, Китай

### Индия
- Судоразборный завод «Аланг-Сосия»
- Steel Industrials Kerala Limited

### Пакистан
- Завод в Гадани

### Турция
- Алиага

### Великобритания
- Able UK, док Грейторп, Тиссайд[27]

### Соединённые Штаты Америки
- Esco Marine, Браунсвилл, Техас
- Завод по демонтажу судов, Браунсвилл, Техас

## Галерея

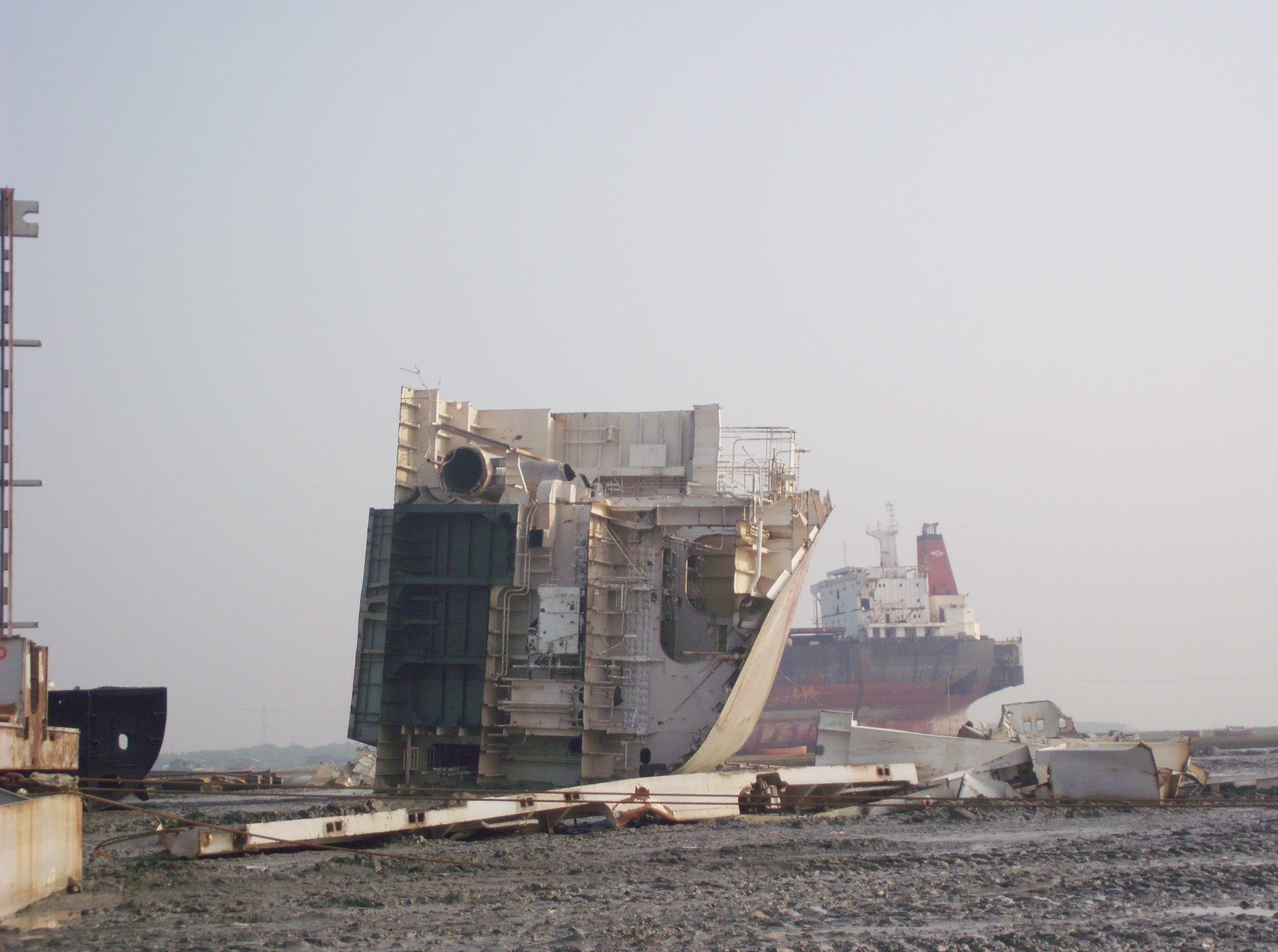
Утилизация судов на площадке Джафрабад в Читтагонге
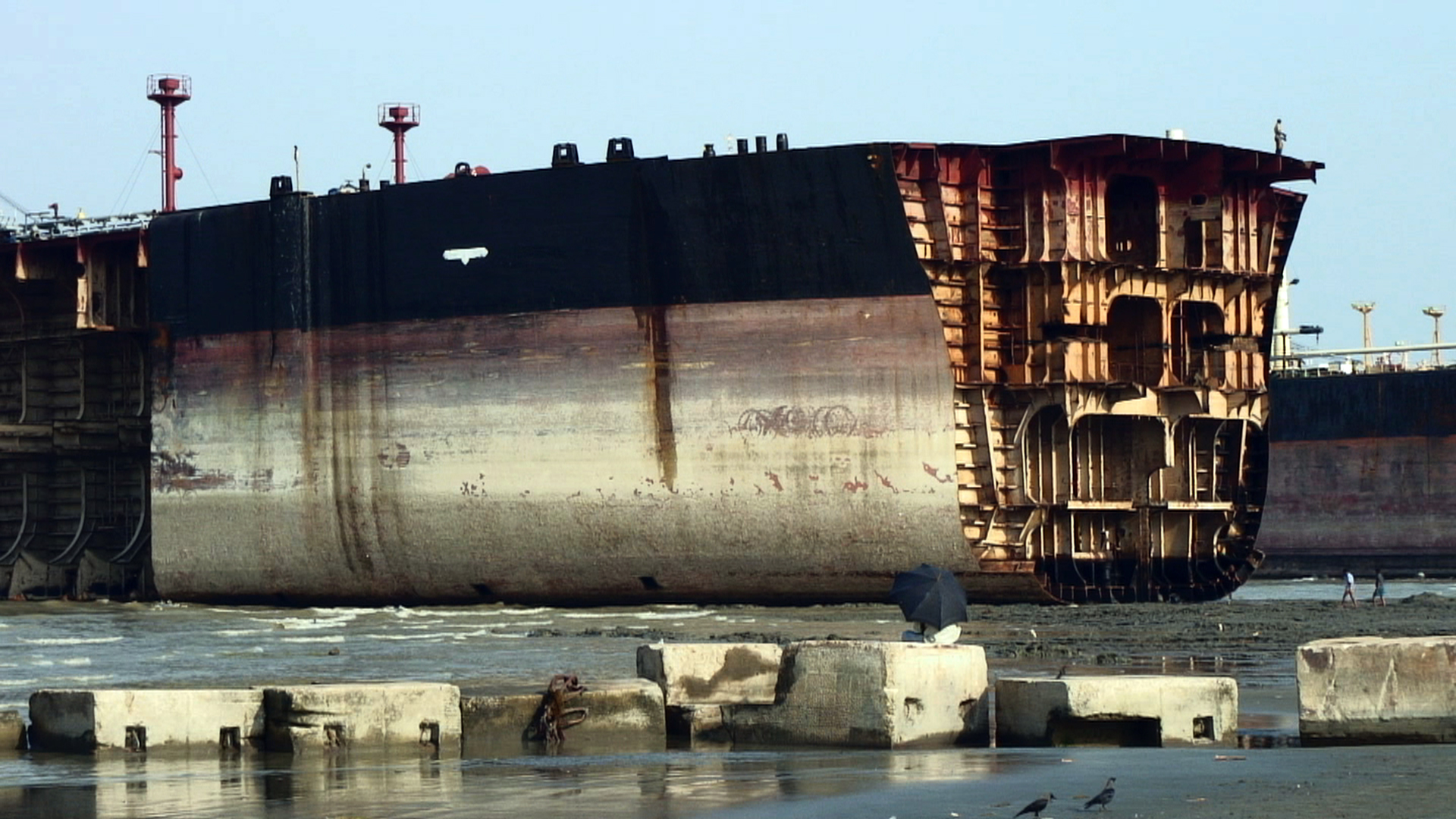
Утилизация судов на площадке Джафрабад в Читтагонге
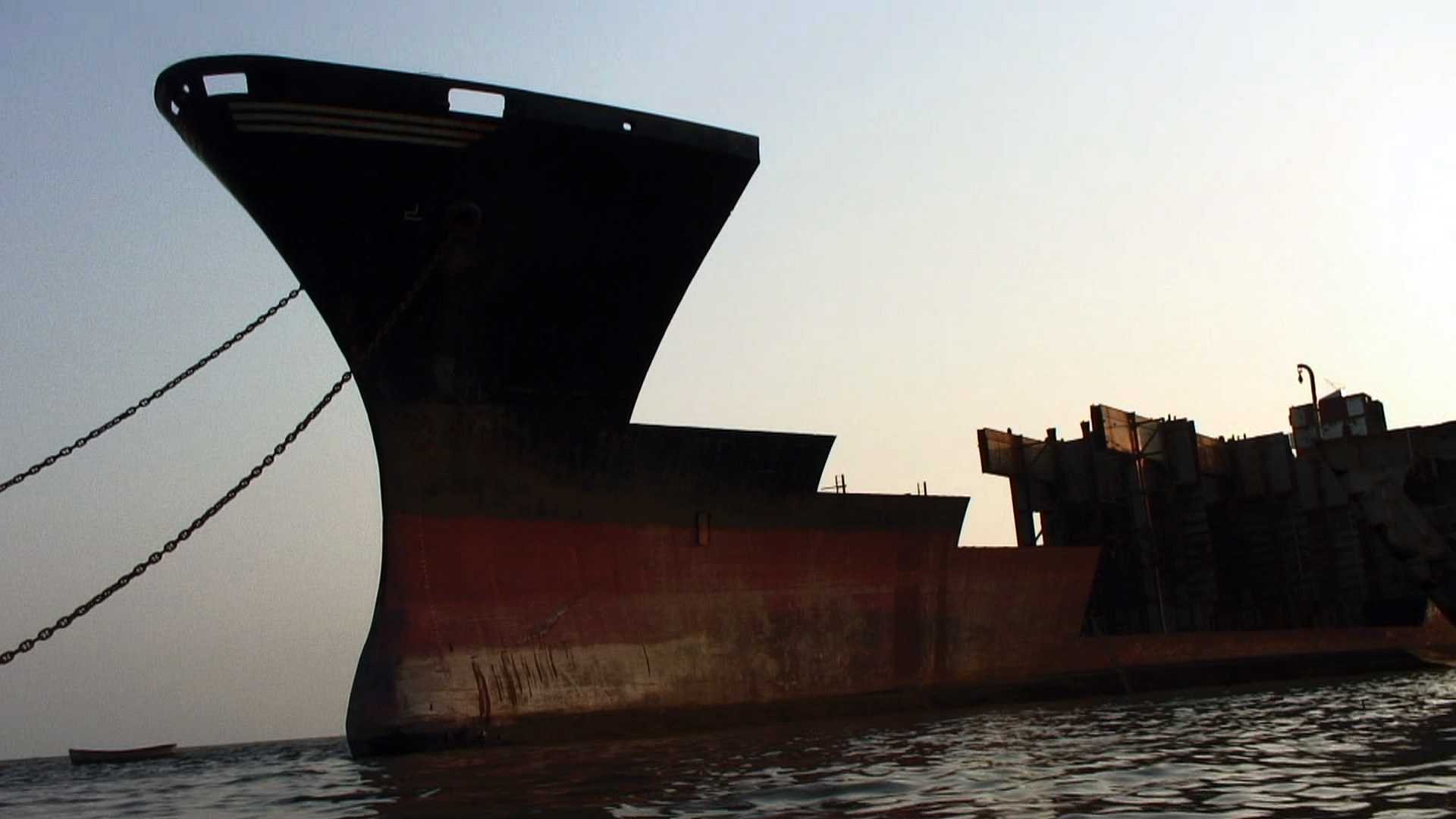
Утилизация судов на площадке Джафрабад в Читтагонге
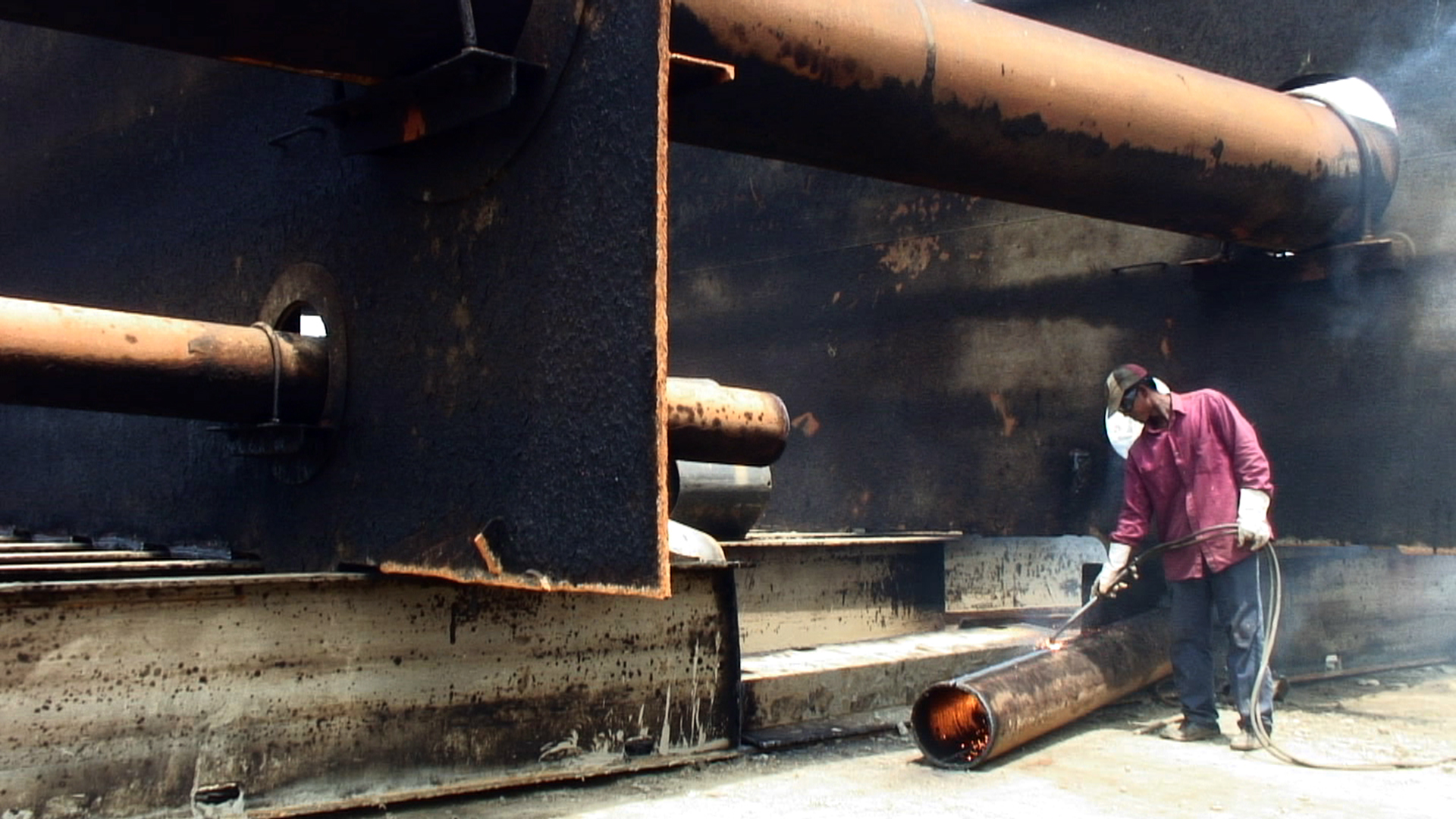
Утилизация судов на площадке Джафрабад в Читтагонге
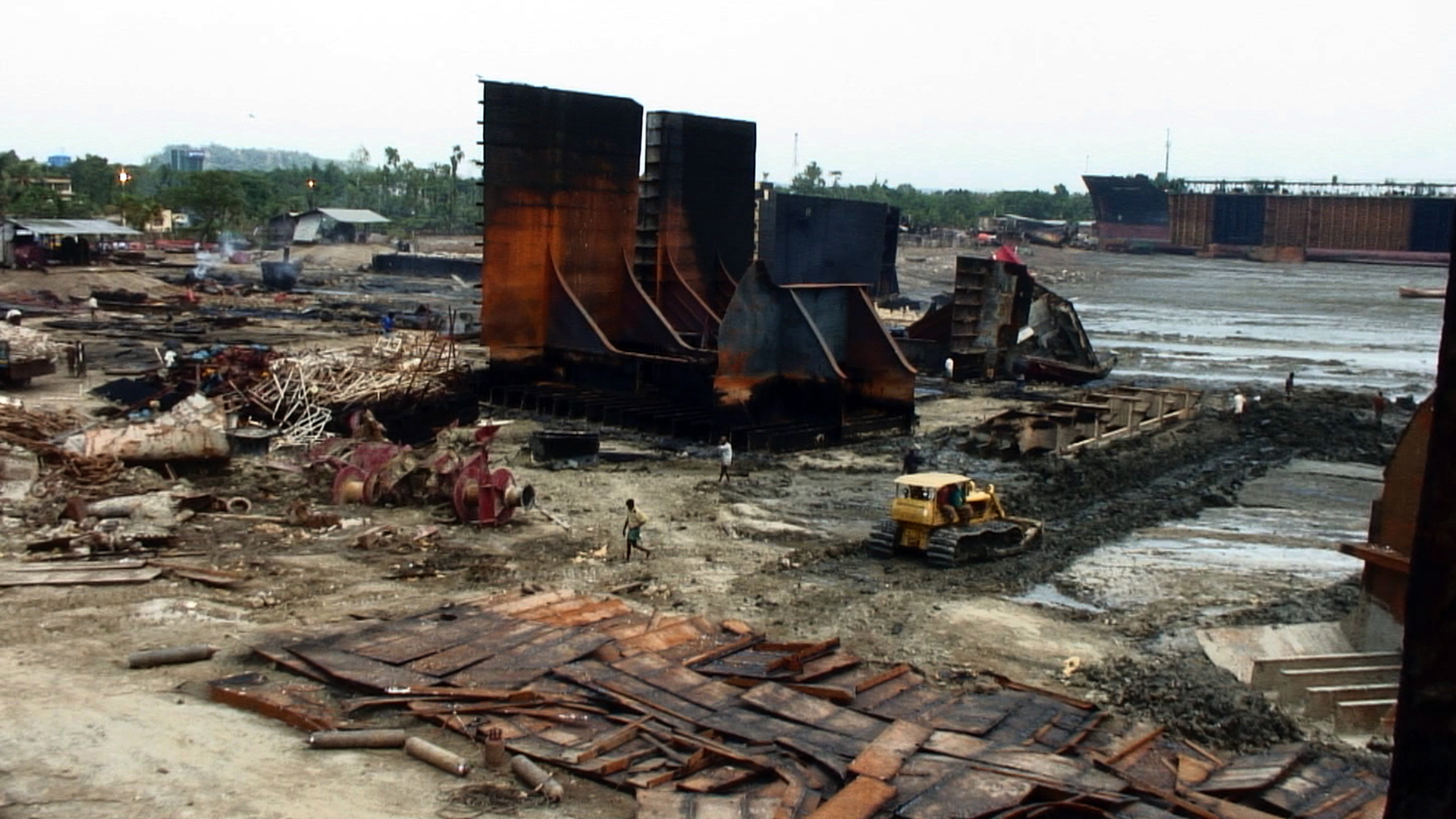
Утилизация судов на площадке Джафрабад в Читтагонге
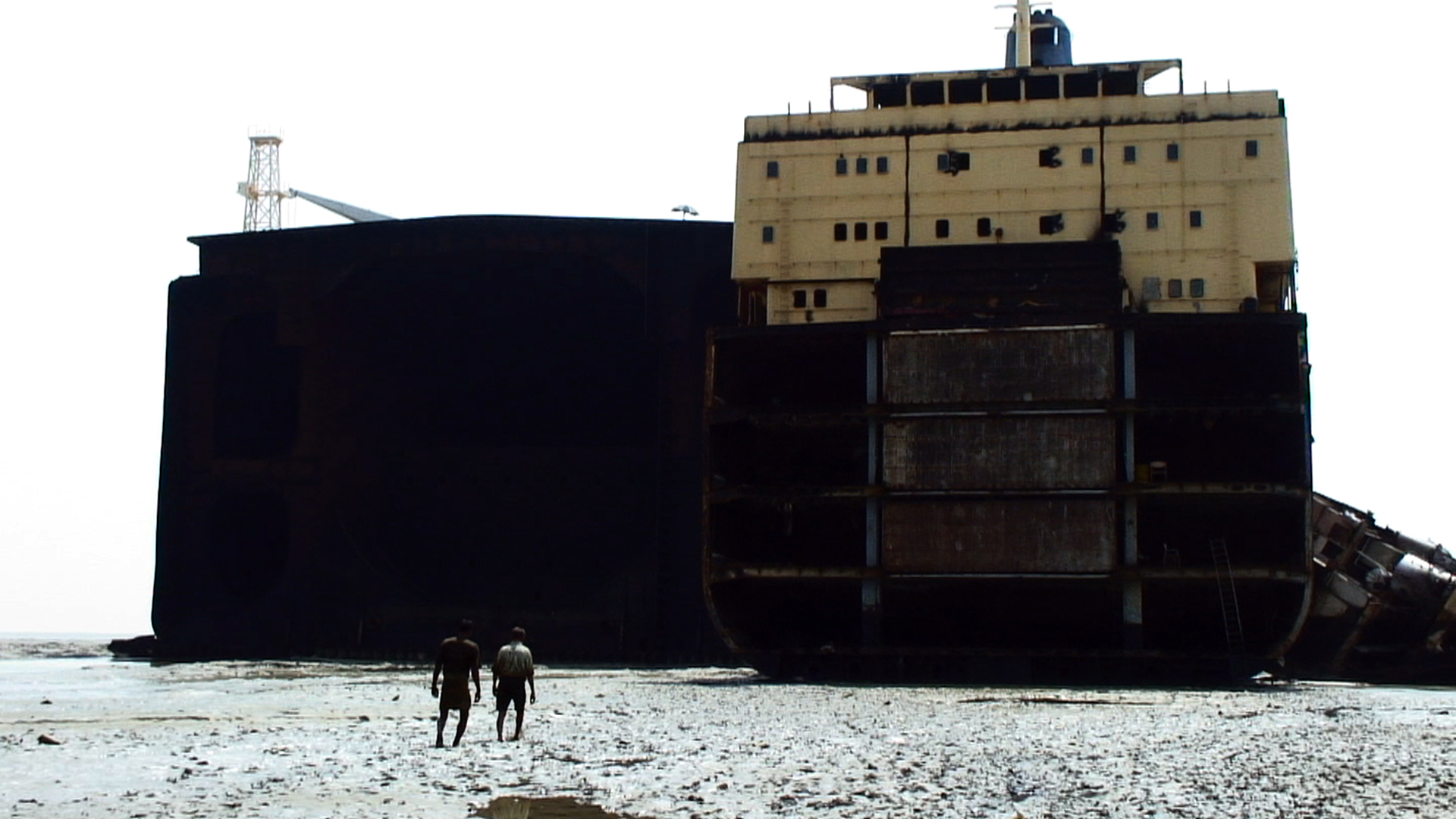
Утилизация судов на площадке Джафрабад в Читтагонге
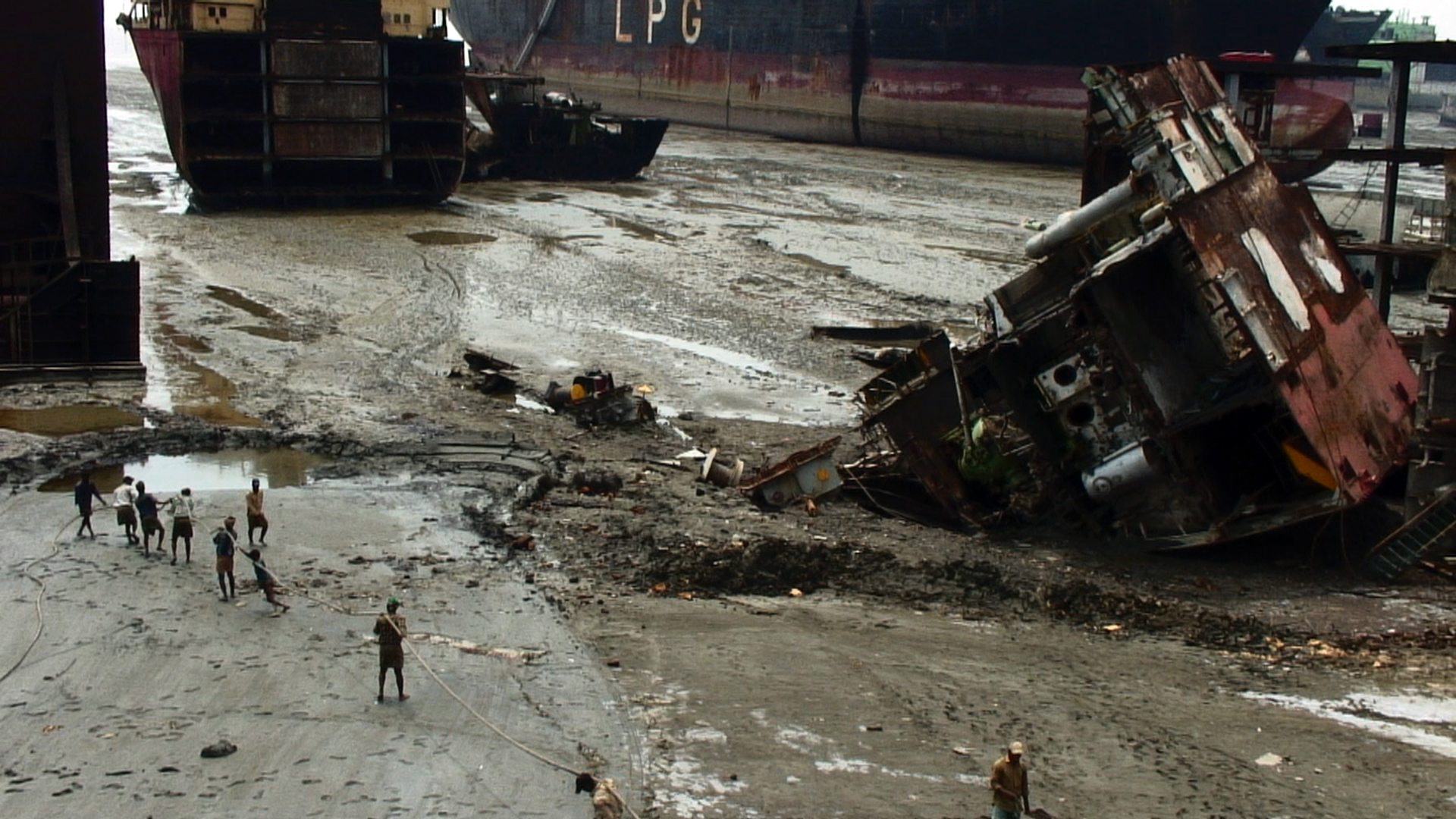
Утилизация судов на площадке Джафрабад в Читтагонге
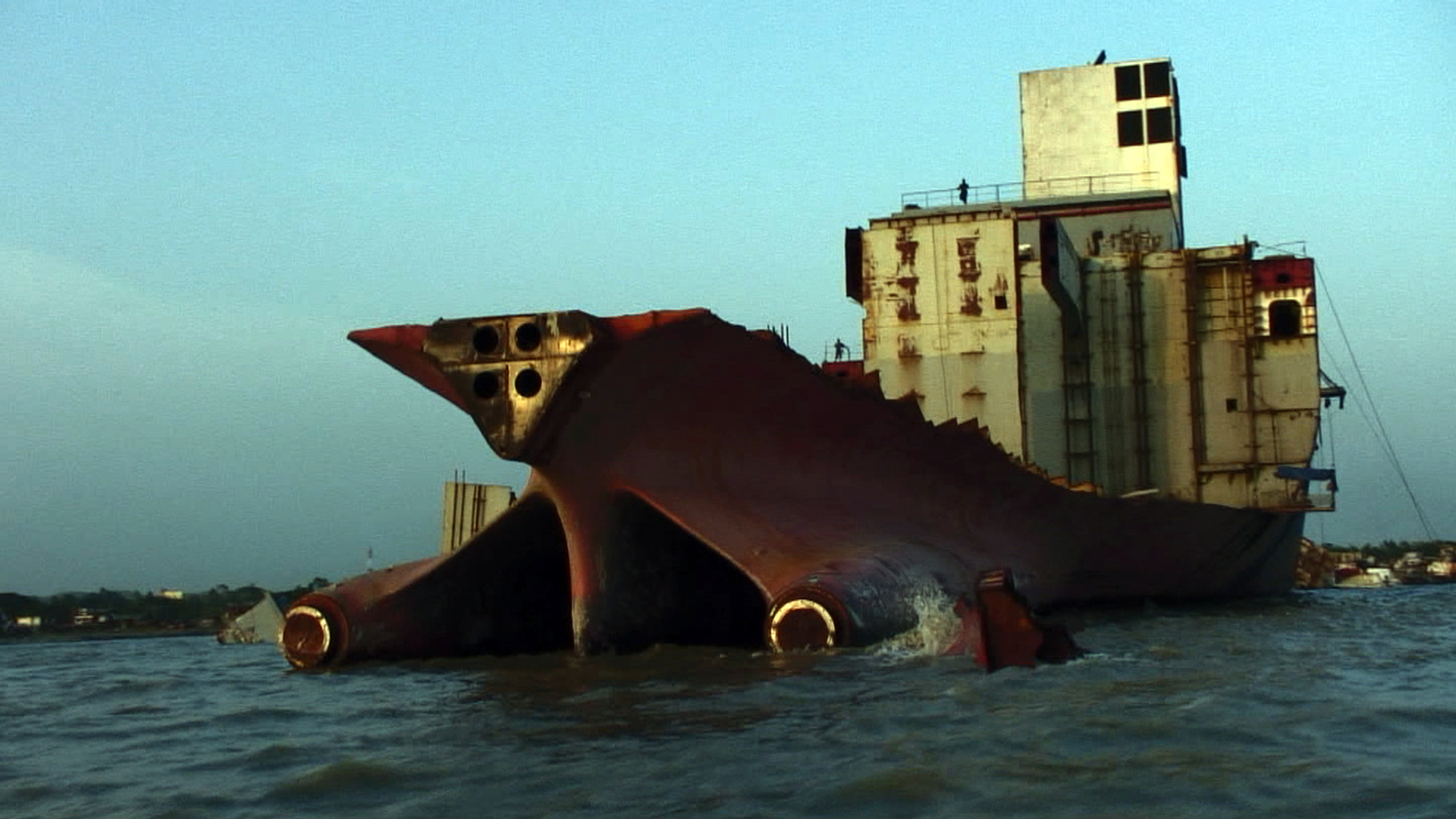
Утилизация судов на площадке Джафрабад в Читтагонге
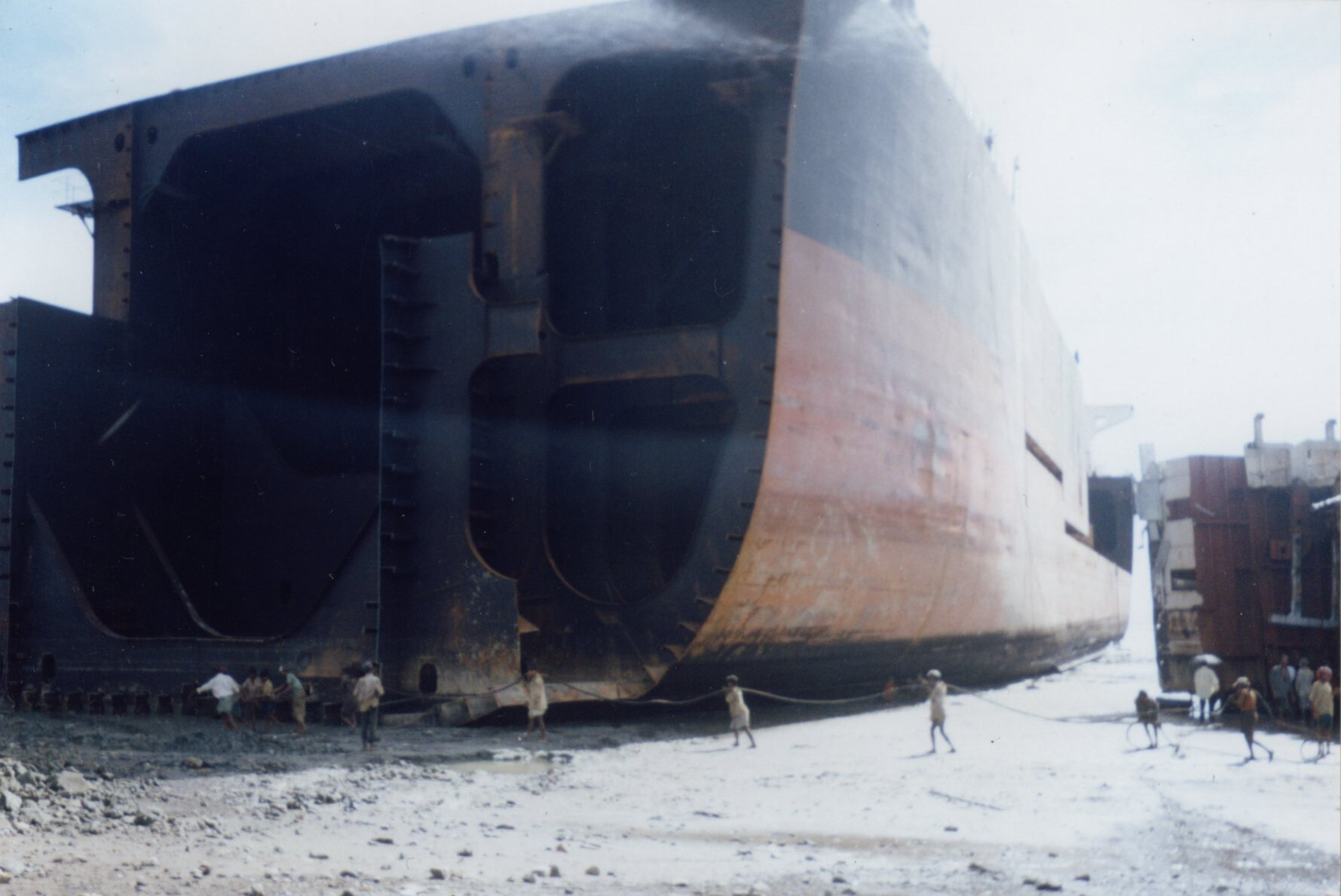
Разборка корабля в Ситакунде
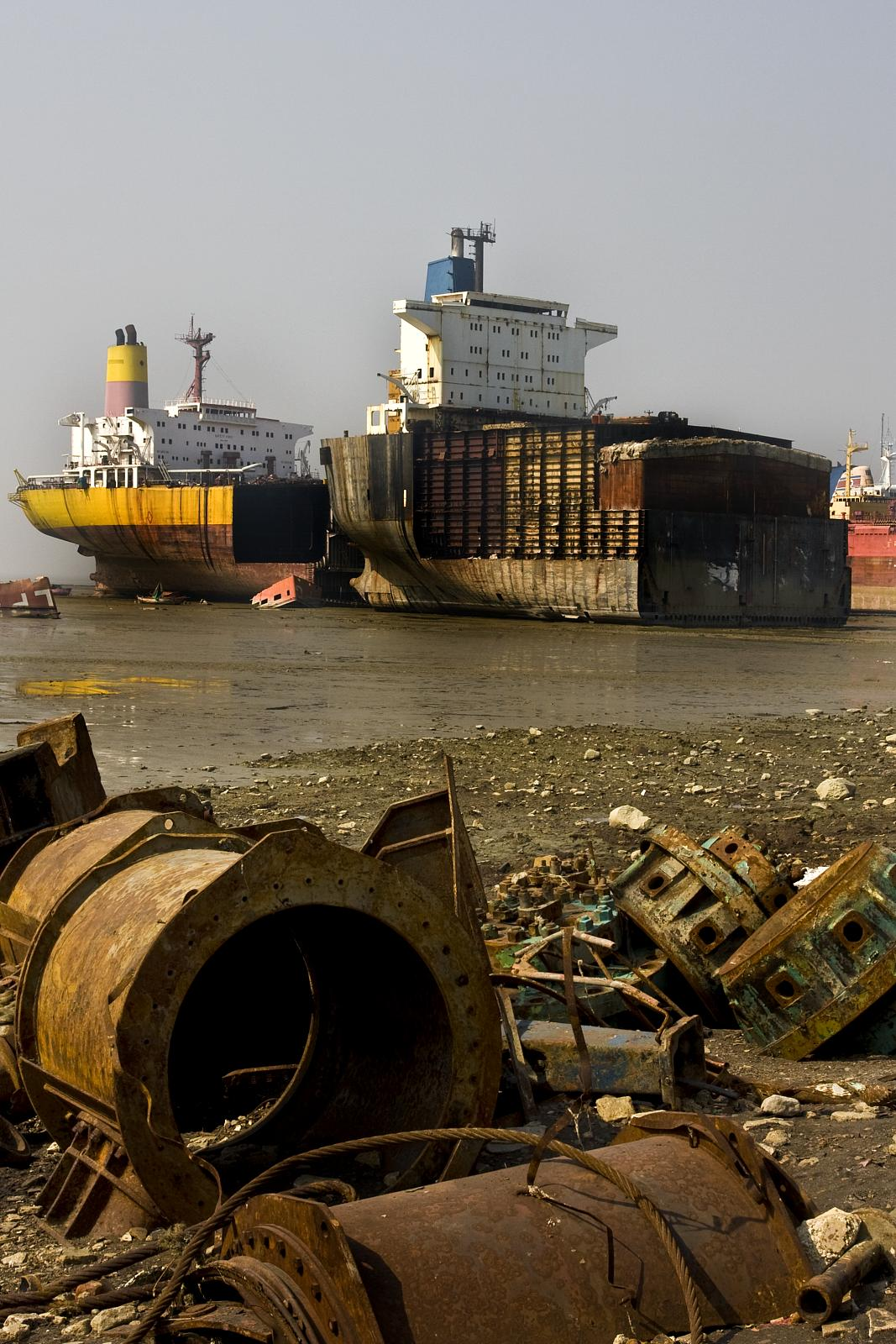
Участок Бхатиари в Ситакунде
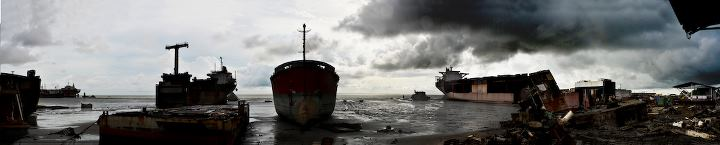
Разборка кораблей в Читтагонге
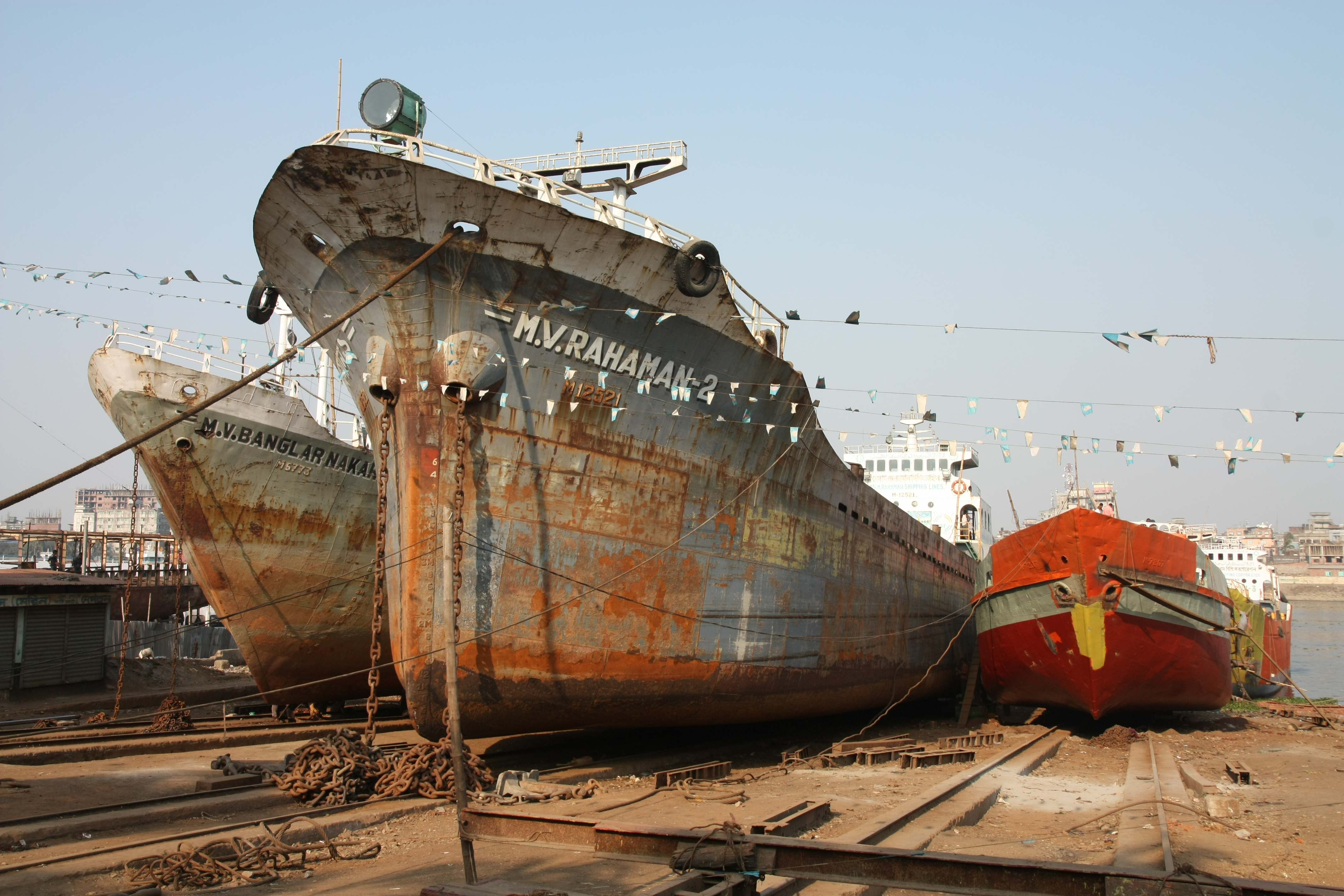
Участок разборки кораблей в Дакке на реке Буриганга
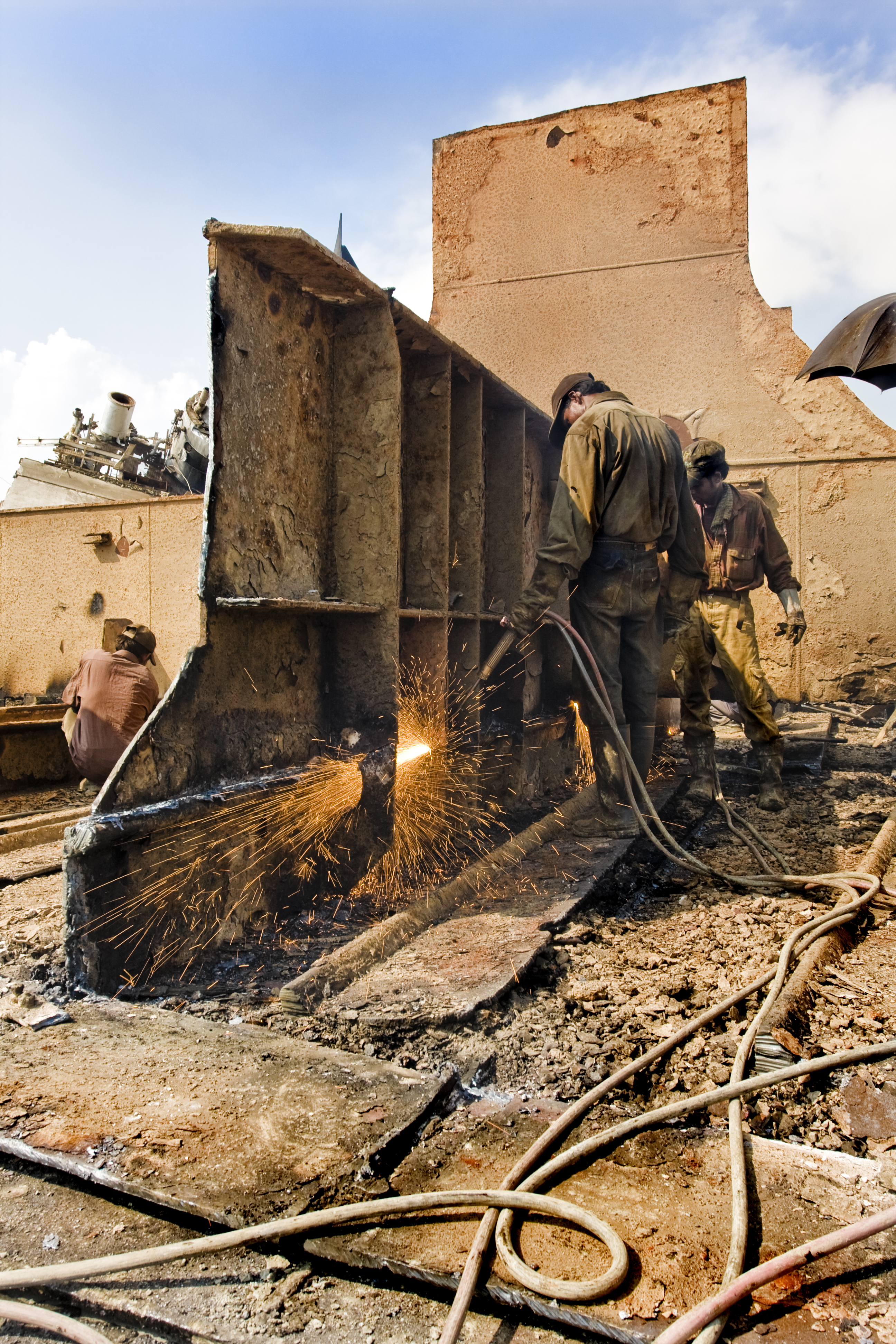
Участок для разборки кораблей в Читтагонге